# Velika nagrada Pariza 1949
Velika nagrada Pariza 1949 je bila peta dirka za Veliko nagrado v Sezoni Velikih nagrad 1949. Odvijala se je 24. aprila 1949 na dirkališču Montlhéry. 

## Rezultati

### Dirka
| Poz | Dirkač                                 | Moštvo                     | Dirkalnik         | Krogi | Čas/Odstop |
| --- | -------------------------------------- | -------------------------- | ----------------- | ----- | ---------- |
| 1   | Philippe Étancelin                     | Automobiles Talbot Darracq | Talbot-Lago T26C  | 50    | 2:05:31.8  |
| 2   | Yves Giraud-Cabantous Georges Grignard | Automobiles Talbot Darracq | Talbot-Lago T26C  | 50    | 2:07:38.7  |
| 3   | Johnny Claes                           | Privatnik                  | Maserati 6CM      | 46    | +4 krogi   |
| 4   | Marc Versini                           | Privatnik                  | Delahaye 135CS    | 45    | +5 krogov  |
| 5   | Pierre Levegh                          | Privatnik                  | Maserati 4CL      | 44    | +6 krogov  |
| 6   | »Raph«                                 | Privatnik                  | Delahaye 135CS    | 40    | +10 krogov |
| 7   | Roy Salvadori                          | Privatnik                  | Maserati 4CL      | 31    | +19 krogov |
| Ods | Guy Mairesse                           | Privatnik                  | Talbot-Lago T26C  | 32    |            |
| Ods | Robert Manzon                          | Equipe Gordini             | Simca-Gordini T11 | 18    |            |
| Ods | Louis Rosier                           | Ecurie Rosier              | Talbot-Lago T26C  | 15    |            |
| Ods | Henri Louveau                          | Privatnik                  | Delage D6         | 9     |            |
| Ods | Jean Judet                             | Privatnik                  | Maserati 4CL      | 9     |            |
| Ods | Lance Macklin                          | Privatnik                  | Maserati 6CM      | 7     |            |
| Ods | Maurice Trintignant                    | Equipe Gordini             | Simca-Gordini T11 | 6     |            |

- Najhitrejši krog: Louis Rosier - 2:24.8